# Crne oči
Crne oči treći je studijski album đakovačkog tamburaškog sastava Slavonske Lole, kojeg diskografska kuća Orfej objavljuje 1994. godine.

## O albumu
Album je sniman i Zagrebu u studiju "Rockoko". Ton majstori bili su Želimir Babogredac i Nikša Bratoš. Materijal se sastoji od 9 izvornih slavonskih skladbi, od kojih je najveći uspjeh postigla "Lagani bečarac". Budući da su Slavonske Lole potekle iz KUDa "Ivan Filipović", sve su pjesme snimljene u izvornom obliku, a i danas se vrlo često puštaju na radio postajama. Svoj doprinos na albumu ima i interpretatorica narodnih, starogradskih i zabavnih melodija Osječanka Vera Svoboda, koja je otpjevala starogradsku skladbu "Pavićanske tri kapije".
Nakon što je album objavljen iz sastava odlazi dugogodišnji član Nenad Hardi (bas), a umjesto njega dolazi Saša Ivić-Krofna. Iste godine u jesen postižu suradnju s osječkim pjevačem Krunoslavom Kićom Slabincem, a ona ostaje sve do danas.

### Zanimljivosti
Tamburo miljenice i Crne oči su dva odvojena albuma, koje su Lole 1994. godine zbog neslaganja s izdavačkom kućom snimile na jedan CD. Orfej nije imao namjeru objaviti CD, a kao obrazloženje rekli su da tamburaškim sastavima nije potreban CD.

## Popis pjesama
| Br. | Skladba                     | Autor                                     | Trajanje |
| --- | --------------------------- | ----------------------------------------- | -------- |
| 1.  | »Hej mati«                  |                                           |          |
| 2.  | »Crne oči« (narodna)        |                                           |          |
| 3.  | »Ova naša livada« (narodna) |                                           |          |
| 4.  | »Lagani bećarac«            |                                           |          |
| 5.  | »Kolo kukunješće« (narodna) |                                           |          |
| 6.  | »Pavićanske tri kapije«     |                                           |          |
| 7.  | »Pjevat će Slavonija«       | Branimir Mihaljević Miroslav Mađer Slavko |          |
| 8.  | »Aoj meni«                  |                                           |          |
| 9.  | »Slavonsko kolo« (narodna)  |                                           |          |

## Izvođači
- Darko Ergotić - vokal, prim
- Ivica Grujo Ićo - basprim
- Goran Živković - harmonika
- Marko Živković - kontra
- Nenad Hardi - bas

## Vanjske poveznice
- Službene stranice sastava  Arhivirana inačica izvorne stranice od 18. veljače 2010. (Wayback Machine) - Diskografija
- Diskografija.com - Crne oči